# Poisonblack
I Poisonblack sono stati una band gothic metal formata in Finlandia nel 2000. La band è stata formata da Ville Laihiala, ex componente dei Sentenced, ed è stata sotto contratto con la Century Media. Il primo album, Escapexstacy, è stato pubblicato nel febbraio 2003, Lust Stained Despair, il secondo, nel 2006. Il terzo album A Dead Heavy Day è stato pubblicato in Finlandia nell'agosto del 2008, mentre nel resto dell'Europa è uscito a settembre dello stesso anno. A marzo 2010 è uscito Of Rust And Bones, loro quarto album.
Il 16 novembre 2010 la band ha annunciato che il chitarrista Janne Markus ha lasciato la band, sostituito dal session player Antti Leiviskä per il tour in corso.
Nel 2011 è uscito il quinto album Drive e nel 2013 il sesto e ultimo, Lyijy.
Il 23 agosto 2015 il cantante Ville Laihiala ha pubblicato un comunicato sulla pagina Facebook della band e sul sito ufficiale, annunciando lo scioglimento della band.

## Formazione (prima dello scioglimento)
- Ville Laihiala - voce, chitarra

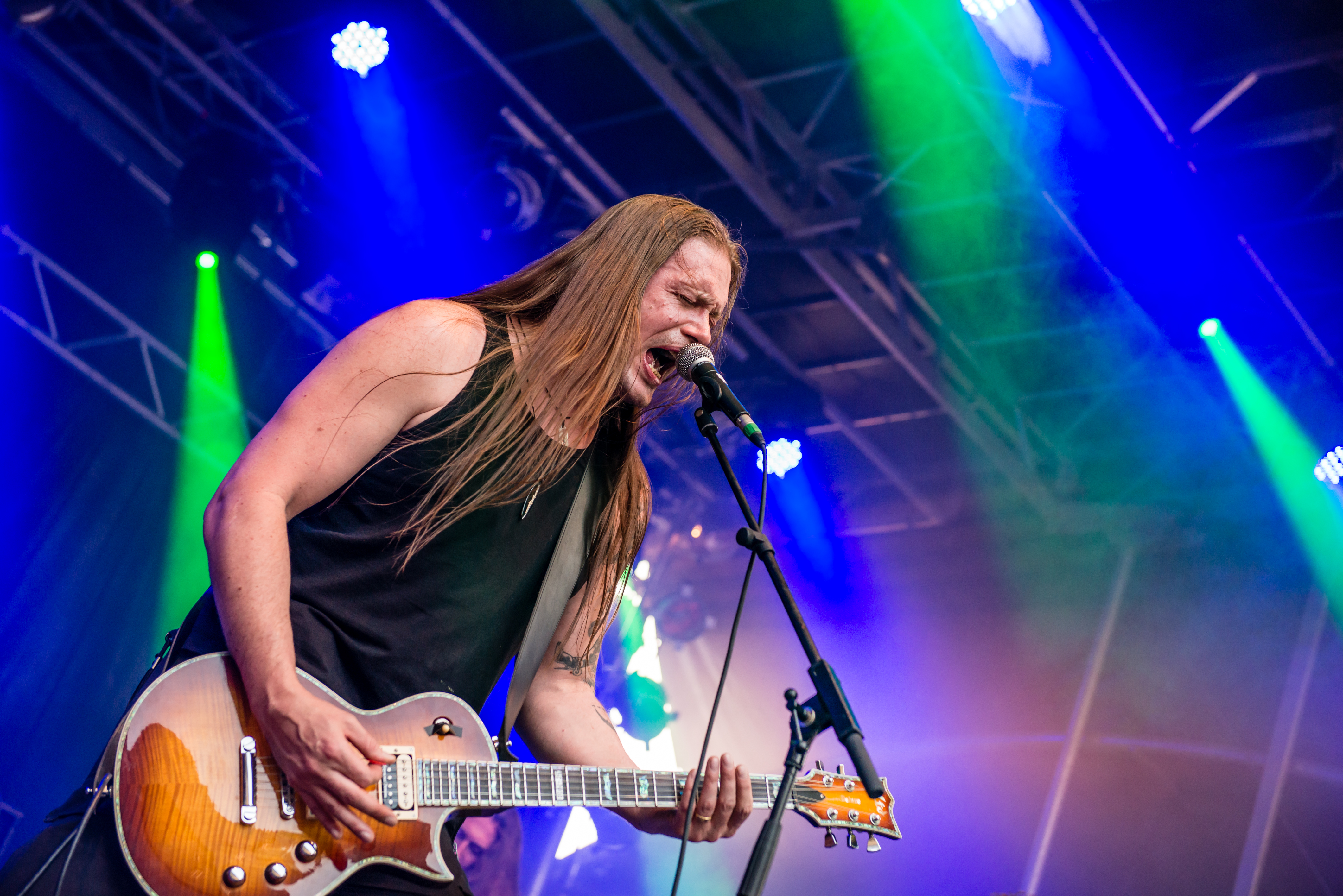
Ville Laihiala al Castle Rock 2015 con i Poisonblack

- Antti Leiviskä - chitarra (session player)
- Marco Sneck - tastiere
- Antti Remes - basso
- Tarmo Kanerva - batteria

## Membri precedenti
- Juha-Pekka Leppäluoto - voce (2001-2003)
- Janne Kukkonen - basso (2000-2004)
- Janne Dahlgren - chitarra (2000-2003)
- Janne Markus - chitarra (2004-2010)

## Discografia

### Album in studio
- 2003 – Escapexstacy
- 2006 – Lust Stained Despair
- 2008 – A Dead Heavy Day
- 2010 – Of Rust and Bones
- 2011 – Drive
- 2013 – Lyijy

## Singoli
- 2003 – Love Infernal
- 2006 – Rush
- 2008 – Bear This Cross
- 2011 – Mercury Falling
- 2011 – Scars